# ایستا (طالقان)
ایستا یا منتظران، روستایی است در شهرستان طالقان استان البرز ایران.
ساکنان روستا را مهاجران تبریزی تشکیل می‌دهند که در سال ۱۳۶۹ خورشیدی به این منطقه آمده‌اند. آنها زمین‌های روستا را خریداری کرده‌اند و در خانه‌هایی ساده و بدون امکانات مدرن زندگی می‌کنند. اهالی روستا به کشاورزی و دامداری مشغولند و از ابزارهای دستی استفاده می‌کنند.
اهالی روستای منتظران در طالقان، پیرو آیت‌الله میرزا صادق مجتهد تبریزی هستند و زندگی ساده و به دور از تکنولوژی را برگزیده‌اند. آنها به دلیل اعتقادات مذهبی خود، از مظاهر مدرنیته دوری می‌کنند و به همین دلیل از سوی برخی «اهل توقف» یا «آخرالزمانی‌ها» نامیده می‌شوند.

## پیشینه
در سال ۱۳۶۶ حدود ۱۳ خانوار از تبریز به تنکابن مهاجرت کردند تا در آنجا روستایی را براساس آراء میرزا صادق آقا تبریزی‌ ایجاد کنند، این افراد سه سال در تنکابن زندگی کردند اما به دلیل سازگار نبودن با آب و هوای آنجا زمین‌هایی را در طالقان خریداری و در سال ۱۳۶۹ به طالقان مهاجرت کردند و سپس روستای ایستا یا منتظران را تشکیل دادند.
این منطقه به صورت رسمی نامی ندارد، اهالی طالقان به آنجا ترک آباد می‌گویند، برخی دیگر به دلیل اینکه برق در این منطقه وجود ندارد و اهالی برای روشنایی هنوز از فانوس استفاده می‌کنند به آن فانوس‌آباد می‌گویند، به این منطقه روستای منتظران هم گفته می‌شود چون این اهالی خود را منتظران ظهور امام زمان می‌دانند.

## شیوه زندگی و باورها
ساکنان این روستا به شیوه زندگی ۲۰۰ سال پیش در ایران پایبند هستند. آنها از فناوری‌های امروزی دوری می‌کنند و زندگی ساده‌ای بر پایه اصول فقهی آیت‌الله میرزا صادق مجتهد تبریزی دارند. این فقیه در دوره مشروطه، با مفاهیمی مانند دموکراسی، مجلس و تکنولوژی مخالف بود و پیروانش پس از فوت او، برای اجرای عملی عقایدش به طالقان مهاجرت کردند.
اهالی روستای خود را شیعیان دوازده امامی می‌دانند و منتظر ظهور مهدی هستند. این قوم از امکانات رفاهی جدید استفاده نکرده و زندگی کاملاً سنتی دارند. آن‌ها از مظاهر مدرنیته دوری کرده و آن را تشبه به کفار و بدعت می‌دانند. اهل توقف به شدت منتظر واقعه ظهور مهدی هستند و بر این باورند که اکنون آخرالزمان است. آن‌ها هیچ گونه فعالیت سیاسی و اجتماعی نداشته و باورهای خود را تبلیغ نمی‌کنند. امرار معاش آن‌ها از فروش املاک موروثی‌شان در شهر تبریز و فروش دام صورت می‌گیرد.
اهالی روستای ایستا در کشاورزی، دامپروری، طب سنتی و آهنگری به روش‌های سنتی خود پایبند هستند و در این زمینه‌ها نوآوری‌هایی نیز دارند. آنها سواد را در حدی می‌دانند که بتوانند قرآن و رساله میرزا صادق تبریزی را بخوانند و از کتاب‌های چاپ سربی استفاده نمی‌کنند. همچنین، تغذیه ارگانیک دارند و پوشاک سنتی می‌پوشند.
قانون در این روستا بر اساس فقه شیعه و با رویکرد اخباری اجرا می‌شود. آنها به اصل آزادی در انتخاب این سبک زندگی معتقدند و هر یک از اهالی می‌تواند هر زمان که بخواهد روستا را ترک کند.
زندگی در روستای ایستا رازآلود نیست و شایعات زیادی که در مورد آنها وجود دارد، صحت ندارد. آنها زندگی معمولی و ساده‌ای دارند و به دلیل کنجکاوی‌های دیگران نسبت به سبک زندگی‌شان، تمایلی به ارتباط با غریبه‌ها ندارند.

## وضعیت روستا و مردم آن
زنان روستا به ندرت از خانه خارج می‌شوند و تنها در موارد ضروری مانند مراجعه به پزشک این کار را می‌کنند. آنها بیشتر وقت خود را به کارهای خانه و تربیت فرزندان اختصاص می‌دهند. کودکان نیز در خانه آموزش می‌بینند و سوادشان در حد خواندن قرآن و رساله میرزا صادق تبریزی است. اهالی  ایستا به شدت به حریم خصوصی خود پایبندند و تمایلی به ارتباط با غریبه‌ها ندارند. آنها از عکاسی و فیلمبرداری از خود و روستایشان جلوگیری می‌کنند. این روستا به دلیل سبک زندگی خاص و اعتقادات مذهبی ساکنانش، همواره مورد توجه و کنجکاوی دیگران بوده است. با این حال، اهالی ایستا معتقدند که زندگی آنها ساده و معمولی است و این دیگران هستند که تغییر کرده‌اند و آنها را درک نمی‌کنند.
در کوچه‌های این روستا اثری از رد پای خودروها دیده نمی‌شود. مردم روستا، زندگی و آداب و رسوم گذشته را همچنان حفظ کرده‌اند. نه تنها شبها پای تلویزیون نمی‌نشینند که به شب‌نشینی هم اعتقادی ندارند. عروسی و عزا ندارند و مراسمی چون جشن تولد، سالگرد ازدواج و… برای آنان معنا و مفهومی ندارد. مهمان‌نواز هستند اما به شرطی که احدی از زنان قصد ورود به روستای آنان را نداشته باشد. همان‌طور که تا کنون کسی از دنیای بیرون زنان آنان را ندیده است. متمول هستند و از طریق فروش زمین‌های پدریشان در تبریز روزگار می‌گذرانند. آنها شناسنامه ندارند و جزو آمار جمعیت ایران به حساب نمی‌آیند و هیچ‌گونه خدمات دولتی دریافت نمی‌کنند. آنها بدون آب لوله‌کشی، گاز، برق، درمانگاه، ماشین آلات، وسایل ارتباطی و … زندگی می‌کنند.
مردم روستای ایستا از پیروان میرزا صادق آقا تبریزی‌ هستند که در هر دو حیطه نظر و عمل، بسیار بر طرد مطلق اندیشه تجدد و دستاوردهایش تأکید می‌کرد و تا پایان عمر بر عدم جواز استفاده از ابزار تکنولوژیک و امور جدید و مدرن فتوا می‌داد. به خاطر گفته‌های میرزا که تلویزیون وسیله‌ای شیطانی و شناسنامه بهانه‌ای برای دانستن اسم زن‌ها بود درهای روستا برای مدت طولانی بستن.